# 第2次ラッド内閣
第2次ラッド内閣（だいにじラッドないかく、英: Second Rudd Ministry）は、2013年6月26日にオーストラリア労働党党首に選出されたケビン・ラッドが率いるオーストラリアの内閣である。

## 閣内大臣
| 氏名                                                 | 役職                                                                                  | 備考 |
| ---------------------------------------------------- | ------------------------------------------------------------------------------------- | ---- |
| ケビン・ラッド Kevin Rudd 下院議員                   | - 首相 - オーストラリア労働党党首                                                     |      |
| アンソニー・アルバニージー Anthony Albanese 下院議員 | - 副首相 - インフラ・運輸大臣 - ブロードバンド・通信・デジタル経済大臣 - 下院院内総務 |      |
| ペニー・ウォン Penny Wong 上院議員                   | - 財政・規制緩和大臣 - 上院院内総務                                                   |      |
| クリス・ボーウェン Chris Bowen 下院議員              | - 財務大臣 - 金融サービス・老齢退職手当大臣                                           |      |
| スティーブン・スミス Stephen Smith 下院議員          | - 国防大臣 - 下院副院内総務                                                           |      |
| ボブ・カー Bob Carr 上院議員                         | - 外務大臣                                                                            |      |
| ビル・ショートン Bill Shorten 下院議員               | - 労使関係大臣 - 教育大臣                                                             |      |
| キム・カー Kim Carr 上院議員                         | - イノベーション・産業・科学研究大臣 - 高等教育大臣                                   |      |
| マーク・バトラー Mark Butler 下院議員                | - 環境・遺産・水資源大臣 - 気候変動大臣                                               |      |
| ゲイリー・グレイ Gary Gray 下院議員                  | - 資源・エネルギー大臣 - 観光大臣 - 小規模企業大臣                                    |      |
| マーク・ドレイフィス Mark Dreyfus 下院議員           | - 司法長官 - 非常事態管理大臣 - 特別国務大臣 - 公共事業・清廉大臣                     |      |
| ジョエル・フィツギッボン Joel Fitzgibbon 下院議員    | - 農業・水産・林業大臣                                                                |      |
| タニヤ・プリバセック Tanya Plibersek 下院議員        | - 保健・医療研究大臣                                                                  |      |
| ジェニー・マックリン Jenny Macklin 下院議員          | - 家族・社会奉仕活動・先住民大臣 - 障害者改革大臣                                     |      |
| ジャシンタ・コリンズ Jacinta Collins 上院議員        | - 精神衛生・高齢者大臣 - 上院与党幹事長 - 上院院内副総務                              |      |
| ブレンダン・オコナー Brendan O'Connor 下院議員       | - 雇用大臣 - 技能・トレーニング大臣                                                   |      |
| トニー・バーク Tony Burke 下院議員                   | - 芸術大臣 - 移民・多文化問題・市民権大臣 - 執行評議会副議長                          |      |
| リチャード・マールズ Richard Marles 下院議員         | - 貿易大臣                                                                            |      |
| ジュリー・コリンズ Julie Collins 下院議員            | - 住宅・ホームレス大臣 - 地域サービス大臣 - 女性の地位大臣 - 先住民雇用・経済開発大臣 |      |
| キャサリン・キング Catherine King 下院議員           | - 地域開発・地方行政大臣                                                              |      |